# Mosquito (basquetebolista)
Carlos Domingos Massoni, conhecido por Mosquito (São Paulo, 4 de janeiro de 1939) é um ex-jogador de basquetebol brasileiro.
Mosquito começou a jogar basquete na Associação Atlética São Paulo. Quando chegou à categoria juvenil, foi contratado pelo Palmeiras, clube que defendeu por nove anos. Integrou a seleção brasileira nos Jogos Pan-Americanos de 1959 em Chicago, nos Estados Unidos, atuando em todos os jogos na conquista da medalha de bronze. No ano seguinte conquistou a medalha de ouro no sul-americano disputado na Argentina, e a medalha de bronze nos Olimpíadas de Roma, na Itália.
Em 1961 integrou a seleção no bi-campeonato sul-americano, disputado no Brasil, já como preparativo para os Jogos Pan-Americanos que seriam disputados em São Paulo em 1963, em que o Brasil conquistou a medalha de prata. No mesmo ano ajudou o Brasil a conquistar o ouro no Campeonato Mundial de Basquetebol Masculino de 1963.
Ao longo da carreira, Mosquito ajudou o Brasil a conquistar mais um campeonato sul-americano, em 1968; foi medalha de ouro no Pan-Americano de Cali, na Colômbia, em 1971; vice-campeonato mundial na Iugoslávia; e nova medalha de bronze nos Jogos Olímpicos de Verão de 1964, em Tóquio, no Japão.
Jogou por mais de dez anos no Sírio, teve passagem ainda pela Portuguesa e encerrou sua carreira de atleta no São Caetano. Formado em educação física, atuou como técnico e professor e hoje encontra-se aposentado. Reside em Guarulhos.